# Teen Angel Returns
Teen Angel Returns è una serie televisiva statunitense del 1990, sequel di Teen Angel (1989), prodotta dalla Walt Disney, diretta da Mark Jean e scritta da Kris Young; appartiene al genere fantasy ed è composta di 13 episodi. Nel cast recitarono Jason Priestley, già protagonista di Teen Angel, e Jenny Garth, divenuti in seguito celebri nella serie Beverly Hills 90210.

## Trama
Un gruppo di angeli adolescenti viene catapultato a Los Angeles e dovrà affrontare i classici problemi giovanili: scuola, amicizie, amori e tradimenti. Questi angeli si renderanno conto che essere umani non è poi così facile. Nel cast anche Jason Priestley, insieme a Jennie Garth, della serie Beverly Hills 90210. Jason e Jennie interpretano rispettivamente Buzz Gunderson e Karrie Donato.